# Plectrocnemia kydon
Plectrocnemia kydon är en nattsländeart som beskrevs av Malicky 1974. Plectrocnemia kydon ingår i släktet Plectrocnemia och familjen fångstnätnattsländor. Utöver nominatformen finns också underarten P. k. peninda.